# 皮夫尼夫希納
51°50′37″N 31°37′57″E / 51.84361°N 31.63250°E
皮夫尼夫希納（烏克蘭語：Півнівщина），是烏克蘭北部的村莊，隸屬切爾尼希夫州的切爾尼希夫區。該村面積1.9平方公里，海拔高度125米，2001年人口326，人口密度每平方公里171.6人。